# Вторая жизнь (альбом Димы Билана)
«Вторая жизнь» — одиннадцатый студийный альбом российского певца Димы Билана, выпущенный 15 декабря 2020 года на лейбле Archer Music. В альбом вошло 11 композиций, среди которых хиты «Dreams», «Она моя», эко-манифест «Вторая жизнь» и ремикс песни группы «Земляне» «Трава у дома».

## Вокалист об альбоме
Фьюжн — я так называю общее настроение альбома, в нём есть все от многочастного произведения «Вторая жизнь», до абсолютно легкой для восприятия «Невозможное-возможно 2.0»! Я приглашаю вас в свои мир, где экспериментам есть место всегда!Дима Билан

## Список композиций
| №                   | Название                                          | Автор(ы)                                                  | Длительность |
| ------------------- | ------------------------------------------------- | --------------------------------------------------------- | ------------ |
| 1.                  | «Вторая жизнь»                                    | Алла Сейдалиева                                           | 6:41         |
| 2.                  | «Я свободен»                                      | Тося Чайкина                                              | 3:25         |
| 3.                  | «Dreams»                                          | Артем Пивоваров                                           | 3:03         |
| 4.                  | «Why» (при уч. Ivanna Melay)                      | Лара Д'Элиа                                               | 3:52         |
| 5.                  | «Не было»                                         | музыка - Дима Билан, слова - Сергей Паршков               | 3:50         |
| 6.                  | «Сердце»                                          | Артем Пивоваров                                           | 3:10         |
| 7.                  | «Два тела»                                        | музыка - Константин Матюшенко, слова - Владимир Золотухин | 3:17         |
| 8.                  | «Она моя»                                         | Дарья Кузнецова                                           | 3:42         |
| 9.                  | «Невозможное возможно 2.0»                        | Вячеслав Лунгу                                            | 3:23         |
| 10.                 | «Didn't Say Hi» (при уч. George Fetcher и SAMALI) | музыка - SAMALI, George Fetcher, слова - SAMALI           | 3:20         |
| 11.                 | «Трава у дома» (при уч. Земляне)                  | музыка - Владимир Мигуля, слова - Анатолий Поперечный     | 4:14         |
| Общая длительность: | Общая длительность:                               | Общая длительность:                                       | 41:57        |

## Видеоклипы
| Песня     | Режиссёр             | Дата          | Ист.  |
| --------- | -------------------- | ------------- | ----- |
| «Dreams»  | Дмитрий Климов       | 9 ноября 2020 | [ 3 ] |
| «Она моя» | Константин Богомолов | 19 мая 2021   | [ 4 ] |

## Критика
| Оценки критиков | Оценки критиков |
| Источник        | Оценка          |
| --------------- | --------------- |
| InterMedia      | 7/10.           |

Алексей Мажаев из InterMedia в своей рецензии отмечает, что «Сам артист называл пластинку экспериментальной и разноплановой, а её стилистику обозначал как „фьюжн“. Это действительно так, однако в случае с поклонниками Билана лучше делать ставку на традиции и узнаваемость. Как в песне „Dreams“, например. В „Не было“, „Сердце“ и „Двух телах“ Дима косплеит „новую поп-музыку“: это вряд ли оценят старые фэны, а для новых у него слишком хорошая дикция, сейчас это не принято. „Настоящий“ или, если угодно, „привычный“ Билан возвращается в шлягере „Она моя“: лучше крепкий хит по ТВ и радио, чем эфемерные эксперименты в расчёте на интернет-популярность. Под названием „Невозможное возможно 2.0“ скрывается не ремейк, а совершенно другое произведение. Наконец, в финальном треке Билан вместе с „Землянами“ исполняет „Траву у дома“, и его куплет выглядит значительно интереснее, чем тот, что спели „Земляне“».